# Герб Маврикия
Герб Маврикия (англ. Coat of arms of the Republic of Mauritius, фр. Armoiries de la République des Maurice) — государственный символ Маврикия, официально утверждённый английским королём Эдуардом VII 25 августа 1906 года.

## Описание
Разделённый на лазурь и золото щит. На лазури — корабль и пирамида со звездой наверху, а на золоте — три пальмы и ключ. Щит держат птица додо (некогда национальное животное Маврикия) и олень. Они нарисованы красным и белым. Наверху — пучки тростника.
Под щитом и животными есть ленточка, на которой написано на латинском: «Звезда и ключ Индийского океана».

## Символика
Корабль символизирует колонизацию островов европейцами, пальмы отражают тропическую природу. Ключ и звезда олицетворяют собой девиз Маврикия: Stella Clavisque Maris Indici (с лат. — «Звезда и ключ Индийского океана»).
Маврикийский дронт — крупная нелетающая птица, вымершая в XVII веке, — символ острова Маврикий. Замбар символизирует замбаров, завезённых голландцами с Явы и заселивших остров. Сахарный тростник является главной сельскохозяйственной культурой островов.

## История герба
Прообразом современного герба является герб колонии, утверждённый британской королевой Викторией 14 декабря 1869 года. Он отличался от современного отсутствием щитодержателей и стеблей сахарного тростника, а также некоторыми отличиями в фигурах. На изображениях корабля и звезды присутствовала линия горизонта. Золотой ключ был изображён в чёрном поле.
Официально герб Маврикия был утверждён британским королём Эдуардом VII 25 августа 1906 года. После признания независимости в 1968 году этот герб стал государственным гербом нового государства. За прошедшие сто лет герб практически не изменился. Менялись только незначительные детали в изображениях символов и порядок размещения герба на флагах. Текущее оформление государственного герба было законодательно принято в 1990 году.